# Henri Gras
Henri Gras (* gegen Ende des 16. Jahrhunderts in Lausanne; † 22. Mai 1665 in Lyon) war ein französischer Arzt.

## Leben
Henri Gras war ein Sohn des Kaufmanns Jean Gras, der  während der Religionskriege von Lyon nach Lausanne in der Schweiz geflohen war. In seiner Jugend erhielt Henri Gras eine vorzügliche Erziehung und studierte danach Medizin an der Universität Montpellier. In Lyon wurde er in die medizinische Fakultät aufgenommen.
Gras widmete sich insbesondere der medizinischen Literatur und gab noch nicht veröffentlichte Schriften anderer Ärzte heraus. Unter anderem besorgte er eine Ausgabe der Werke seines Lehrers Jean de Varanda (Opera omnia theorica et practica, Genf 1620; neue Ausgabe Lyon 1658), die er Pierre de Maridat von Lye, Mitglied des großen Rats zu Paris, widmete. Ferner machte er die lange vermisste, über unnatürliche Geschwülste handelnde Monographie von Antoine de Saporta, eines Professors und Kanzlers zu Montpellier, aus den Papieren von dessen Kollegen François Ranchin bekannt (De tumoribus praeter naturam, Lyon 1624). Er sammelte auch die kleineren zerstreuten Abhandlungen Ranchins (Opuscula medica utili jucundaque rerum varietate referta, Lyon 1627).
Gras starb am 22. Mai 1665 in Lyon. Er war bibliophil und hinterließ eine aus ungefähr 4000 kostbaren Büchern bestehende Bibliothek. Seine Zeitgenossen schilderten ihn als einen gelehrten Mann, aber auch als einen mürrischen Sonderling, mit dem schwer auszukommen war.